# Бийболатов, Алимурза Апендиевич
Алимурза Апендиевич Бийболатов (1939 год; Карабудахкент, Ленинский (сельский) район, Дагестанская АССР, РСФСР, СССР) — Председатель Махачкалинского горисполкома (1990—1993). По национальности — кумык.

## Биография
Родился в 1939 году в селении Карабудахкент. Окончил Дагестанский политехнический институт и Ростовскую высшую партийную школу. С 1962 года работал на различных инженерно-технических должностях в колхозе им. К. Маркса, организациях Карабудахкентского и Сергокалинского районов. После переезда в Махачкалу работал инженером в системе Дагестанского управления строительства, начальником управления жилищного хозяйства горисполкома. В 1977 году избран заместителем председателя, а в апреле 1990 года председателем Махачкалинского горисполкома, где доработал до октября 1993. Награжден Почетной Грамотой Президиума Верховного Совета ДАССР. Указом президента России Бориса Ельцина от 27 декабря 1999 года № 1716 Бийболатову было присвоено звание заслуженного работника жилищно-коммунального хозяйства Российской Федерации. Работал членом комиссии по вопросам экономического развития и охраны окружающей среды при администрации Махачкалы. Сын: Бийболат — первый заместитель главы Ленинского района Махачкалы. 